# Tiefdecker

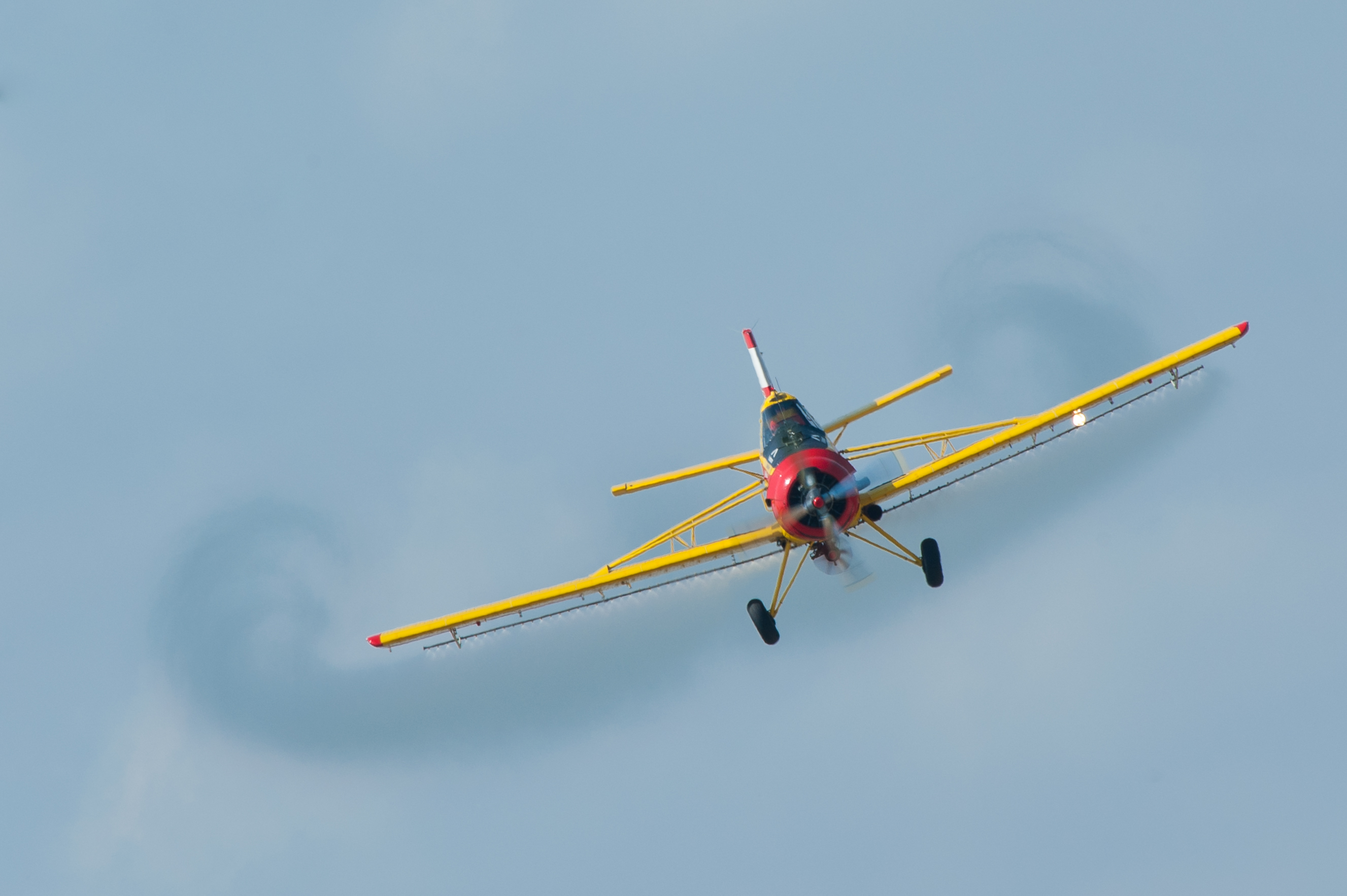
Gehling PLZ106AR Kruk

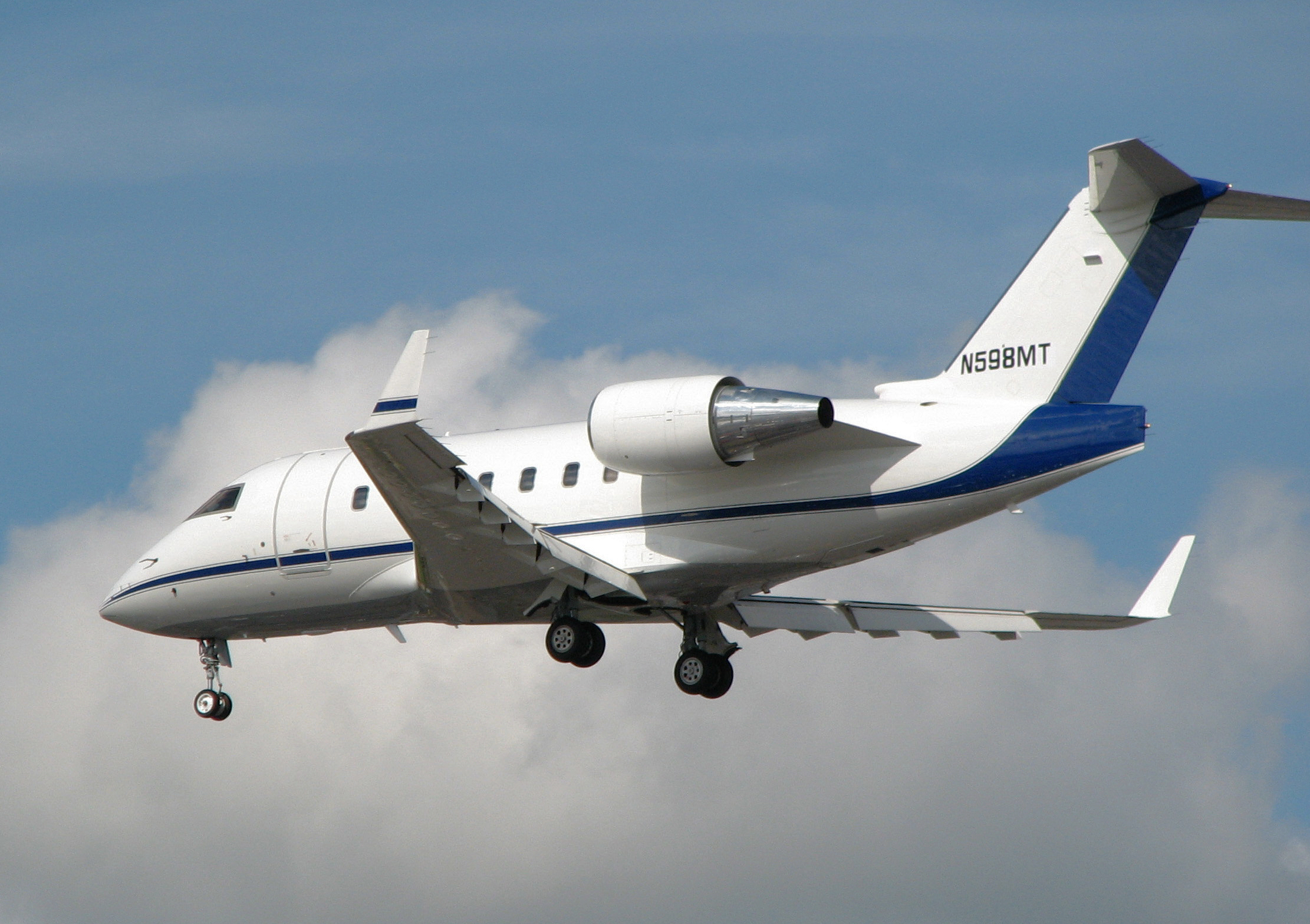
Challenger 600 mit unter dem Rumpf liegendem Tragwerk

Als Tiefdecker werden Flugzeuge mit an der Unterseite des Rumpfes angeordneter Tragfläche (Tragwerk) bezeichnet. Die Unterseite des Tragwerks schließt meist in etwa mit der Unterseite des Rumpfes ab. Besonders bei kleineren Flugzeugen mit kleinem Rumpfquerschnitt wird das Tragwerk immer öfter unter dem Rumpf hindurch geführt, um keinen Platz zu verlieren.
Typische Flugzeuge sind das Leichtflugzeug Robin DR 400 Remorqueur und das zweistrahlige Passagierflugzeug Airbus A320.
Bei Flügen mit einem Tiefdecker in Bodennähe macht sich der Bodeneffekt stärker bemerkbar als bei einem Schulterdecker oder Hochdecker vergleichbarer Spannweite, da sich die Tragfläche näher zum Boden befindet. Durch den Bodeneffekt kann ein Flächenflugzeug bei der Landung sehr lange ausschweben, was bei kurzen Landebahnen unerwünscht sein kann.
Ein Vorteil von Tiefdeckern ist die bessere Übersicht über die Tragflächen, z. B. bei der Vorflugkontrolle und bei Flugzeugenteisung.
Bei an den Tragflächen montierten Triebwerken ist auch deren leichtere Zugänglichkeit für Wartung und Reparaturen günstiger, was schon bei der Kontrolle des Ölstandes beginnt.
Die Konstruktion von Tiefdeckern ist einfacher, da am Boden das Gewicht der Flügel direkt auf das Fahrwerk und nicht zusätzlich auf den Rumpf drückt. Dies ermöglicht leichtere Konstruktionen und führte dazu, dass der Tiefdecker sich in der kommerziellen Luftfahrt durchgesetzt hat. Ausnahmen hiervon gibt es bei Anwendungen, bei denen die Landung auf kurzen Landebahnen unabdingbar ist, zusätzlich wird bei Frachtflugzeugen die Ent- und Beladung durch eine höhere Position der Flügel erleichtert.